# Copa Mundial de Béisbol de 1988
La XXX Copa Mundial de Béisbol se llevó en las ciudades de Parma y Rimini en Italia del 23 de agosto al 7 de septiembre de 1988. Cuba ganó por tercera vez consecutiva el título. Fue el primer torneo llamado Copa Mundial de Béisbol pues las ediciones anteriores llevaban el nombre de Serie Mundial de Béisbol Amateur

## Hechos destacados
- España participa por primera vez.

## Primera ronda
| Posición | Equipo                | Ganados | Perdidos |
| -------- | --------------------- | ------- | -------- |
| 1        | Cuba                  | 11      | 0        |
| 2        | Estados Unidos        | 10      | 1        |
| 3        | China Taipéi          | 8       | 3        |
| 4        | Japón                 | 7       | 4        |
| 5        | Canadá                | 7       | 4        |
| 6        | Puerto Rico           | 6       | 5        |
| 7        | Nicaragua             | 5       | 6        |
| 8        | Corea del Sur         | 5       | 6        |
| 9        | Italia                | 4       | 7        |
| 10       | Países Bajos          | 2       | 9        |
| 11       | Antillas Neerlandesas | 1       | 10       |
| 12       | España                | 0       | 11       |

## Finales
|  | Semifinales    | Semifinales    |   |       | Final        | Final |  |
|  |                |                |   |       |              |       |  |
|  |                |                |   |       |              |       |  |
|  |                |                |   |       |              |       |  |
|  | Cuba           | 7              |   |       |              |       |  |
|  | Japón          | 3              |   |       |              |       |  |
|  |                |                |   |       |              |       |  |
|  |                |                |   |       |              |       |  |
|  |                |                |   |       | Cuba         | 4     |  |
|  |                | Estados Unidos | 3 |       |              |       |  |
|  |                |                |   |       |              |       |  |
|  |                |                |   |       |              |       |  |
|  |                |                |   |       | Tercer lugar |       |  |
|  |                |                |   |       |              |       |  |
|  | Estados Unidos | 6              |   | Japón | 2            |       |  |
|  | China Taipéi   | 3              |   |       | China Taipéi | 4     |  |

| Cuba                 |
| Campeón Cuba         |
| Décimo noveno título |

## Clasificación Final
| Posición | Equipo                | Ganados | Perdidos |
| -------- | --------------------- | ------- | -------- |
| 1        | Cuba                  | 13      | 0        |
| 2        | Estados Unidos        | 11      | 2        |
| 3        | China Taipéi          | 9       | 4        |
| 4        | Japón                 | 7       | 6        |
| 5        | Canadá                | 7       | 4        |
| 6        | Puerto Rico           | 6       | 5        |
| 7        | Nicaragua             | 5       | 6        |
| 8        | Corea del Sur         | 5       | 6        |
| 9        | Italia                | 4       | 7        |
| 10       | Países Bajos          | 2       | 9        |
| 11       | Antillas Neerlandesas | 1       | 10       |
| 12       | España                | 0       | 11       |